# Zorenii de Vale
Zorenii de Vale falu Romániában, Kolozs megyében.

## Fekvése
A Mezőségen, Mocs közelében, a DJ161J-es út mentén fekvő település.

## Története
Zorenii de Vale korábban Mocsrésze volt. 1956 körül vált külön településsé 398 lakossal.
1966-ban 489 lakosából 443 román, 46 magyar, 1977-ben 458 lakosából 417 román, 41 magyar, 1992-ben 295 lakosából 272 román, 23 magyar, a 2002-es népszámláláskor 314 lakosából 289 román, 25 magyar volt.
2013-ban bizánci stílusú ortodox templom építését kezdték el.

## Gazdaság
Az Adaria Garden nevű cég 300 m²-es üvegházban kaktuszokat és pozsgás növényeket termeszt internetes értékesítésre.